# باركر جونستون
باركر جونستون (بالإنجليزية: Parker Johnstone)‏ هو سائق سباق أمريكي، ولد في 27 مارس 1958 في Fort Benning ‏ في الولايات المتحدة.

## وصلات خارجية
- باركر جونستون على موقع IMDb (الإنجليزية)